# Орловский, Юрий Петрович
Юрий Петрович Орловский (1928—2020) — советский и российский учёный и педагог в области юриспруденции, доктор юридических наук (1965), профессор (1976), заслуженный профессор НИУ ВШЭ (2018).
Заслуженный деятель науки Российской Федерации (1995). Лауреат высших юридических премий Фемида (2015) и Юрист года (2020).

## Биография
Родился 21 апреля 1928 года в селе Успенское, Успенского района Луганской области. Участник Великой Отечественной войны, в 1944 году за оборону Ленинграда был награждён медалью «За оборону Ленинграда».
С 1947 по 1952 год обучался на юридическом факультете Московского государственного университета. С 1952 по 1955 год проходил обучение в аспирантуре Всесоюзного института юридических наук, одновременно с учёбой в аспирантуре работал в должности редактора в издательстве Юридическая литература.
С 1954 года работал консультантом Министерства юстиции СССР, а с 1956 года — старшим консультантом Юридической комиссии при Совете Министров СССР, занимался вопросами в области систематизации и кодификации законодательства Советского Союза. С 1959 года работал в должности — старшего научного сотрудника Института государства и права АН СССР. С 1976 года — начальник кафедры Московской высшей школы МВД СССР, имел специальное звание полковник милиции. С 1988 года — заместитель руководителя Группы консультантов при Президиуме Верховного Совета СССР.
С 1989 по 1992 год — старший и главный научный сотрудник отдела законодательства о труде и социальном обеспечении, с 1992 по 2003 год — заместитель директора Института законодательства и сравнительного правоведения при Правительстве РФ. С 2007 года — профессор, с 2009 года — заведующий кафедрой трудового права Высшей школы экономики, одновременно оставаясь — главным научным сотрудником Института законодательства и сравнительного правоведения. Ю. П. Орловский принимал непосредственное участи в разработке и подготовке Кодексов законов о труде РСФСР и Трудового кодекса Российской Федерации.
В 1955 году Ю. П. Орловский защитил диссертацию на соискание учёной степени — кандидата юридических наук по теме: «Правовое регулирование подготовки и повышения квалификации рабочих кадров», в 1965 году — доктора юридических наук по теме: «Правовые вопросы использования труда рабочих и служащих в промышленных предприятиях СССР». В 1976 году Ю. П. Орловскому было присвоено учёное звание — профессора. В 2011 году становится ординарным профессором, в 2018 году — заслуженным профессором НИУ ВШЭ.
Основная научно-педагогическая деятельность Ю. П. Орловского была связана с вопросами в области трудового права и гражданско-правовых отношений в сфере труда. При непосредственном участии и под руководством Ю. П. Орловского были созданы Высшая школа юриспруденции и администрирования, кафедра трудового права и права социального обеспечения и диссертационный совет. Помимо основной деятельности являлся членом Научно-методического совета при Верховном суде Российской Федерации и экспертом в Комитете Государственной Думы Российской Федерации по труду, социальной политике и делам ветеранов. Ю. П. Орловский являлся автором около 400 научных трудов.
5 октября 1995 года Указом Президента России «За заслуги в научной деятельности» Юрий Петрович Орловский был удостоен почётного звания — Заслуженный деятель науки Российской Федерации
19 февраля 2015 года «за вклад в созидание демократического общества и развитие институтов правового государства» Орловский Юрий Петрович был удостоен премии «Фемида» в номинации «Ученый».
3 декабря 2020 года Орловский Юрий Петрович был признан «Юристом года» в Номинации «За защиту социальных и трудовых прав».
Скончался 31 декабря 2020 года в Москве.

## Основные работы
Основной источник:

## Награды
- Орден Почёта (2012[8])
- Медаль «За оборону Ленинграда» (1944[2])
- Почётная грамота Правительства Российской Федерации (30 мая 1998) — за большой личный вклад в развитие российской юридической науки и в связи с 70-летием со дня рождения[2]

### Звания
- Заслуженный деятель науки Российской Федерации (1995[3])

### Премии
- Фемида (2015)
- Юрист года (2020)